# Castagnito
Castagnito é uma comuna italiana da região do Piemonte, província de Cuneo, com cerca de 1.728 habitantes. Estende-se por uma área de 7 km², tendo uma densidade populacional de 247 hab/km². Faz fronteira com Barbaresco, Castellinaldo, Guarene, Magliano Alfieri, Neive, Vezza d'Alba.

## Demografia
| Variação demográfica do município entre 1861 e 2011                               |
|                                                                                   |
| Fonte: Istituto Nazionale di Statistica (ISTAT) - Elaboração gráfica da Wikipedia |